# 星野味庵
星野 味庵（ほしの みあん）は、戦国時代 会津の人。会津小笠原流の一派、味庵流の祖。
小笠原長時・貞慶父子が会津に赴いた折、星野味庵宅に在し、長時はそこで没した。その際、畑興実(畑流の祖）と共に小笠原流弓馬故実を伝授された。以来、会津には味庵流、畑流、二派の小笠原流が伝えられた。
『本朝武芸小伝』巻之二に
「星野味庵者与二畑興実一同会津人也、始号二掃部一。小笠原長時到二会津一。天正十一癸未年（一五八三）於二星野之宅一卒、始味庵扣二長時貞慶一請レ習二伝書一。長時詳授二与之一。至レ今弥二味庵流一。末流在二諸州一。」
とある。